# John Joseph Mitty
John Joseph Mitty (* 20. Januar 1884 in New York City, USA; † 15. Oktober 1961) war Erzbischof von San Francisco.

## Leben
John Joseph Mitty empfing am 22. Dezember 1906 das Sakrament der Priesterweihe.
Am 21. Juni 1926 ernannte ihn Papst Pius XI. zum Bischof von Salt Lake. Der Erzbischof von New York, Patrick Joseph Kardinal Hayes, spendete ihm am 8. September desselben Jahres die Bischofsweihe; Mitkonsekratoren waren der Weihbischof in New York, John Joseph Dunn, und der Bischof von Syracuse, Daniel Joseph Curley.
Am 29. Januar 1932 bestellte ihn Pius XI. zum Koadjutorerzbischof von San Francisco und ernannte ihn zum Titularerzbischof von Aegina. Die Amtseinführung erfolgte am 4. Februar desselben Jahres. Am 2. März 1935 wurde John Joseph Mitty in Nachfolge des zurückgetretenen Edward Joseph Hanna Erzbischof von San Francisco.